# Kire Papa
Kire Papa (jap. キレパパ。, Kire Papa., kurz für Kirei de kireyasui papa (キレイでキレやすいパパ), dt. „Papa der durch Schönheit schnell ausrastet“) ist eine Manga-Serie der japanischen Zeichnerin Ryō Takagi, die von 2003 bis 2009 in Japan erschien. Das Werk wurde als OVA adaptiert und ist ins Genre Boys Love einzuordnen.

## Inhalt
Der gutaussehende 35-jährige Schriftsteller und Witwer Chisato Takatsukasa vergrault alle Freunde seines Sohnes. Er befürchtet, sie würden den 15 Jahre alten Rijū nur ausnutzen oder einen schlechten Einfluss ausüben. Doch Shunsuke Sakaki lässt sich von ihm nicht vertreiben. Bald kommen sich Vater und Freund Rijūs näher und es entwickelt sich eine Liebesbeziehung. 

## Veröffentlichung
Der Manga wurde in Japan von 2003 bis 2009 im Magazin drap des Verlags Core Magazine veröffentlicht, sowie in 4 Sammelbänden (Tankōbon) zusammengefasst. Eine englische Übersetzung erscheint bei Deux Press. Egmont Manga und Anime veröffentlichte seit April 2011 vier Bände auf Deutsch.

## Adaptionen

### Original Video Animation
Das Studio ANIK produzierte eine OVA auf Grundlage des Mangas. Das Charakterdesign dafür entwarf Shūhei Tanaka, die Animationen wurden beim Studio Prime Time angefertigt. Die zwei Folgen mit jeweils 29 Minuten wurden im Januar 2008 veröffentlicht. 
Synchronisation
| Rolle               | japanischer Sprecher (Seiyū) |
| ------------------- | ---------------------------- |
| Chisato Takatsukasa | Hikaru Midorikawa            |
| Rijū Takatsukasa    | Kōki Miyata                  |
| Shunsuke Sakaki     | Takahiro Sakurai             |
| Nijō Kakeru         | Junichi Suwabe               |
| Kanzaki             | Ken Narita                   |

### Hörspiel
In Japan erschienen bislang fünf Hörspiel-CDs zum Manga.